# 깃땅딸이도마뱀붙이
깃땅딸이도마뱀붙이(영어: collared dwarf gecko, collared least gecko, 스페인어: geco-enano collarejo)는 멕시코, 중앙아메리카의 일부에 자생하며, 구체적인 서식범위는 멕시코의 오아하카와 베라크루스에서 과테말라를 지나 온두라스에 이른다.
이 주행성 도마뱀붙이류는 목 둘레에 테두리가 검은 크림색의 줄무늬가 나있다. 꼬리의 밑동과 중간에도 비슷한 줄무늬가 나있다. 등의 비늘이 용골지기(keeled)보단 부드럽기 때문에 큰땅땅딸이도마뱀붙이(:en:Sphaerodactylus continentalis)와 구별할 수 있다.
이 종은 고도 0-1000m에 이르는 다양한 유형의 열대우림, 아열대 습식우림(moist forest), 맹그로브 전이대(en:Ecotone)에서 발견된다. 때로는 인가나 초가지붕(en:thatching) 근처에서도 발견된다.
이 도마뱀붙이류는 서식지에 흔하게 분포하며 당장 심각한 위협에 직면하지 않았다. 이 종은 인가에서는 때때로 집도마뱀붙이의 먹이가 되거나 먹이를 두고 경쟁하지만, 야생에서는 그렇지 않다.